# ريانة العود
ريانة العود المايدية هي شاعرة إماراتية بدأت مسيرتها في الشعر من سنة 1989، أشاد بشعرها الشيخ زايد بن سلطان آل نهيان، بدأت بالنشر عبر ملحق فجر الشعراء في دولة الإمارات العربية المتحدة، ومن ثم الرياضة والشباب وزهرة الخليج، توقّفت عن الكتابة مدة ليست بالقصيرة، ثم عاودت بعد ذلك من خلال بداية فعلية وبالاسم المستعار (ريانة العود) وذلك عام 2001 عبر النشر من خلال الشبكة العنكبوتية، حيث إنها عرفت للجمهور من خلال نشرها في عدة مواقع ومنتديات متخصصة في الشعر الشعبي، سواءً من داخل الإمارات أم من خارجها.. تعتبر قصيدتها مترفات الجن من أشهر قصايدها والتي تميزت بالحبكة الشعرية والتلاعب بالمفردات.

## شعرها
تتميز أشعارها بالرقة والعذوبة وجزالة المعنى والبساطة في نفس الوقت وقد خطت لنفسها منهجاً مختلفاً عرفت به، كتبت في العديد من الأغراض الشعرية وأجادتها ..

## النشر
نشرت الشاعرة في العديد من الصحف والمجلات الإماراتية والعربية ..
صدر لها العديد من القصائد الوطنية وقد نشرت في بعض المواقع..
ومن قصائدها الوطنية:
- (الوطن زايد) ..
- (توليفة امجاد )
- ( ميراث الرجال )

كذلك للشاعرة العديد من القصائد المسموعة.

## في الإعلام
أجرت الشاعرة ريانة العود العديد من اللقاءات الصحفية والإذاعية والتلفزيونية..

## محطات
| ريانة العود | أنفاس قلبي تحيا في شوقي ولا أدري ليه يا شوق احتضرت من غرامك .. من هيامك أو مقادير القــدر تحيا بين أنفاس قلبي وأنت فيني ماشعــرت أبقى هامش في حياتك نقطة تملا لك سطـــر.. | ريانة العود |

| ريانة العود | ميراث الرجال من عصر ميلاد الزمان الجاهلي اقول قول الحق..والحق يقال ياسدرة الايمان ..ظلي ظللي شعب العروبه يوم لاظل وظلال بعض الشدايد بالعزايم تنجلي والطيب في بعض افتراضاتي قتال ايغض لي قلبه ..خلين مختلي واحنا تحاملنا على اصعابٍ ثقال | ريانة العود |

## وصلات خارجية
- قصيدة زعفران على يوتيوب
- قناة الشاعرة في اليوتيوب